# Football Club International Turku 2016

## Stagione
Nella stagione 2016 l'Inter Turku ha disputato la Veikkausliiga, massima serie del campionato finlandese di calcio, terminando il torneo all'undicesimo posto con 32 punti conquistati in 33 giornate, frutto di 7 vittorie, 11 pareggi e 15 sconfitte, accedendo così allo spareggio promozione/retrocessione contro i concittadini del TPS, vinto grazie alla vittoria per 2-0 nella partita di ritorno e mantenendo la categoria. In Liigacup è stato eliminato al termine della fase a gironi, avendo concluso al secondo posto il suo girone. In Suomen Cup è sceso in campo a partire dal quarto turno, raggiungendo il sesto turno dove è stato eliminato dal PK-35 Vantaa.

## Organico

### Rosa
| N. |                               | Ruolo | Calciatore        |
| -- | ----------------------------- | ----- | ----------------- |
| 1  | Finlandia (bandiera)          | P     | Henrik Moisander  |
| 2  | Macedonia del Nord (bandiera) | D     | Egzon Belica      |
| 3  | Mali (bandiera)               | D     | Adama Tamboura    |
| 5  | Senegal (bandiera)            | D     | Pape Habib Sow    |
| 6  | Grecia (bandiera)             | D     | Petros Kanakoudis |
| 7  | Finlandia (bandiera)          | C     | Ari Nyman         |
| 8  | Germania (bandiera)           | C     | Bajram Nebihi     |
| 9  | Finlandia (bandiera)          | A     | Benjamin Källman  |
| 10 | Francia (bandiera)            | A     | Guy Gnabouyou     |
| 11 | Finlandia (bandiera)          | A     | Alban Ferati      |
| 12 | Finlandia (bandiera)          | P     | Jukka Lehtovaara  |
| 13 | Finlandia (bandiera)          | P     | Aati Marttinen    |
| 14 | Finlandia (bandiera)          | D     | Joni Aho          |
| 15 | Finlandia (bandiera)          | C     | Tuomas Happonen   |
| 16 | Finlandia (bandiera)          | C     | Kalle Kauppi      |
| 17 | Finlandia (bandiera)          | C     | Erfan Zeneli      |

| N. |                               | Ruolo | Calciatore        |
| -- | ----------------------------- | ----- | ----------------- |
| 18 | Finlandia (bandiera)          | A     | Albion Ademi      |
| 19 | Finlandia (bandiera)          | A     | Elias Untamala    |
| 20 | Finlandia (bandiera)          | A     | Markus Blomqvist  |
| 21 | Finlandia (bandiera)          | A     | Solomon Duah      |
| 22 | Finlandia (bandiera)          | D     | Arttu Hoskonen    |
| 23 | Argentina (bandiera)          | C     | Lucas García      |
| 24 | Finlandia (bandiera)          | A     | Juho Salminen     |
| 25 | Nigeria (bandiera)            | A     | Philip Njoku      |
| 26 | Macedonia del Nord (bandiera) | D     | Kosta Manev       |
| 27 | Nigeria (bandiera)            | A     | Kennedy Nwanganga |
| 28 | Finlandia (bandiera)          | C     | Oskari Qvick      |
| 29 | Finlandia (bandiera)          | A     | Henri Lehtonen    |
| 30 | Nigeria (bandiera)            | D     | Faith Obilor      |
| 33 | Finlandia (bandiera)          | P     | Elias Tuomarila   |
| 99 | Finlandia (bandiera)          | A     | Njazi Kuqi        |

## Risultati

### Veikkausliiga

#### Spareggio promozione/retrocessione
| Turku 26 ottobre 2016, ore 15:00 CEST | TPS              | 0 – 0 referto | Inter Turku | Paavo Nurmen stadion (4 216 spett.)\| Arbitro: \| Ville Nevalainen \| |
| Arbitro:                              | Ville Nevalainen |               |             |                                                                       |

| Arbitro: | Mattias Gestranius |

|                      |           |  |
| Manev 49’ Nebihi 88’ | Marcatori |  |

## Statistiche

### Statistiche di squadra
| Competizione  | Punti | In casa | In casa | In casa | In casa | In casa | In casa | In trasferta | In trasferta | In trasferta | In trasferta | In trasferta | In trasferta | Totale | Totale | Totale | Totale | Totale | Totale | DR  |
| Competizione  | Punti | G       | V       | N       | P       | Gf      | Gs      | G            | V            | N            | P            | Gf           | Gs           | G      | V      | N      | P      | Gf     | Gs     | DR  |
| ------------- | ----- | ------- | ------- | ------- | ------- | ------- | ------- | ------------ | ------------ | ------------ | ------------ | ------------ | ------------ | ------ | ------ | ------ | ------ | ------ | ------ | --- |
| Veikkausliiga | 32    | 17      | 4       | 7       | 6       | 15      | 20      | 16           | 3            | 4            | 9            | 13           | 21           | 33     | 7      | 11     | 15     | 28     | 41     | -13 |
| Liigacup      | -     | 3       | 1       | 2       | 0       | 4       | 3       | 2            | 1            | 0            | 1            | 2            | 2            | 5      | 2      | 2      | 1      | 6      | 5      | +1  |
| Suomen Cup    | -     | 1       | 0       | 0       | 1       | 0       | 4       | 2            | 2            | 0            | 0            | 6            | 1            | 3      | 2      | 0      | 1      | 6      | 5      | +1  |
| Totale        | -     | 21      | 5       | 9       | 7       | 19      | 27      | 20           | 6            | 4            | 10           | 21           | 24           | 41     | 11     | 13     | 17     | 40     | 51     | -11 |